# Stadtwerke Frankfurt am Main
In der Stadtwerke Frankfurt am Main Holding GmbH, abgekürzt SWFH, hat die größte hessische Stadt Frankfurt am Main einige ihrer Unternehmensbeteiligungen gebündelt.

## Unternehmensgliederung
Die Holding hat sechs Tochtergesellschaften, in Klammern der Beteiligungsanteil:
- Die Stadtwerke Verkehrsgesellschaft Frankfurt am Main (VGF) ist zuständig für die Bereitstellung von Teilen des Nahverkehrs in Frankfurt am Main. Die VGF betreibt im öffentlichen Dienstleistungsauftrag den Schienenverkehr der Stadt Frankfurt. (100 Prozent)
- Mainova beliefert Haushalts- und Gewerbekunden bundesweit mit Erdgas, Strom, Fernwärme und Trinkwasser. Sie betreibt Kraftwerke, Solar- und Windparks in Deutschland und Frankreich.
- Die Bäderbetriebe Frankfurt (Frankfurter Bäder, BBF) sind zuständig für die Pflege und Instandhaltung der städtischen Schwimm- und Erlebnisbäder. (100 Prozent)
- Abfallverbrennungsanlage Nordweststadt (AVA) (100 Prozent)
- In-der-City-Bus (ICB) ist von der Stadt mit den Betrieb einiger Frankfurter Buslinien beauftragt. (100 Prozent)
- Main Mobil Frankfurt (MMF) bietet ebenfalls Dienstleistungen im Busbereich. (100 Prozent)

Zwischen der Stadtwerke Holding und der VGF, der AVA und der BBF wurden Beherrschungs- und Gewinnabführungsverträge geschlossen. Im Verhältnis zwischen der Holding und der Mainova besteht ein Gewinnabführungsvertrag.
Die Holding hält darüber hinaus im Auftrag der Stadt Frankfurt die Anteile an der werthaltigsten Beteiligung der Stadt Frankfurt, Fraport (20,03 Prozent) und der Süwag Energie (5,98 Prozent), der ehemaligen Main-Kraftwerke.
Aufsichtsratsvorsitzender der SWF-Holding ist Dr. Bastian Bergerhoff kraft seines Amtes als Stadtkämmerer der Stadt Frankfurt am Main.

## Stadtwerke Frankfurt als Ausbildungsbetrieb

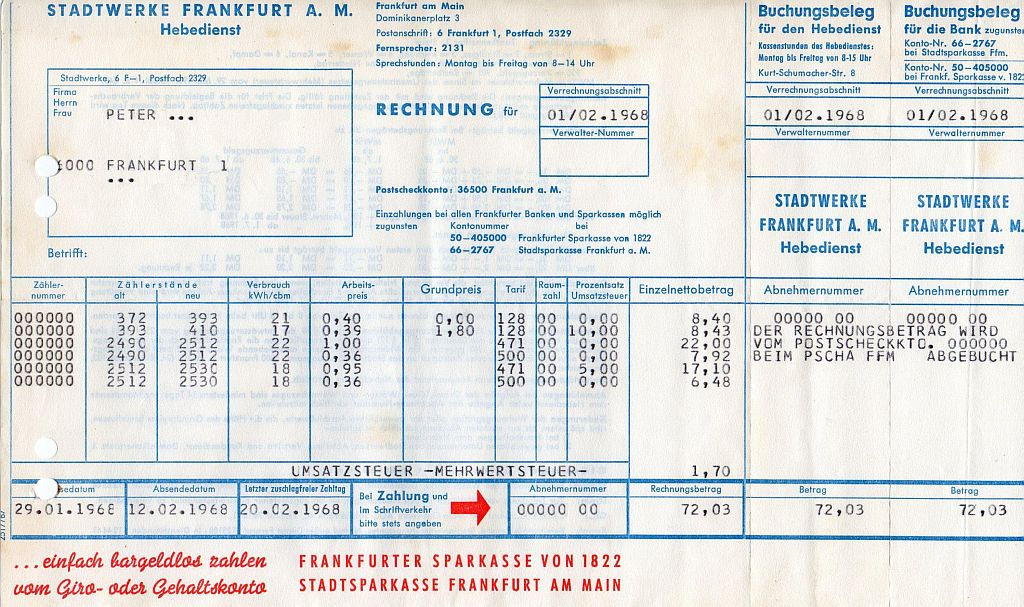
Rechnung des Hebe aus dem Jahre 1968, bereits mit EDV erstellt

Die Gesellschaften der Stadtwerke Holding gehören zu den großen Ausbildungsbetrieben in der Region. Jährlich beginnen ca. 80 Nachwuchskräfte in insgesamt 14 technischen und kaufmännischen Berufen in Ausbildung, wie z. B. Industriekaufleute, Kaufleute für Verkehrsservice, Elektroniker für Betriebstechnik, Mechatroniker und Fachinformatiker.